# География Ненецкого автономного округа

Ненецкий автономный округ на карте России

Не́нецкий автоно́мный о́круг (нен. Ненэцие" автономной округ') находится на северо-востоке европейской части России, на севере Восточно-Европейской равнины. Занимает площадь — 176,81 тыс. км². Граничит на юго-западе с Мезенским районом Архангельской области, на юге и юго-востоке — с Республикой Коми, на северо-востоке — с Ямало-Ненецким автономным округом Тюменской области. Округ является  субъектом Российской Федерации и одновременно составной частью другого субъекта Российской Федерации — Архангельской области. Административный центр — город Нарьян-Мар.

## Географическое положение
На севере и северо-западе округ омывается морями Северного Ледовитого океана: Карским, Баренцевым (в том числе Печорским) и Белым. Почти вся территория, за исключением крайней юго-западной части, расположена севернее Северного полярного круга. Крайняя южная точка находится у истока реки Худая Ома 65°49′27″ с. ш. 47°08′06″ в. д., крайняя северная в материковой части — на мысе Тонкий 69°51′39″ с. ш. 61°06′06″ в. д., крайняя западная — на полуострове Канин, мыс Канин Нос 68°39′31″ с. ш. 43°16′16″ в. д., крайняя восточная — на реке Каре при слиянии её с правым притоком Нярма Яха 68°33′18″ с. ш. 65°40′39″ в. д.. Крайняя северная точка в островной части — на острове Вайгач, мыс Болванский Нос (Ямалсаля) 70°27′55″ с. ш. 59°03′19″ в. д..
Округ включает в себя острова Колгуев, Вайгач, Сенгейский, Гуляевские Кошки, Песяков, Долгий и другие, полуострова Канин и Югорский.
Наибольшая протяженность округа с севера на юг в материковой части — около 320 км, с запада на восток — 950 км.

## Геологическое строение и рельеф
Территория Ненецкого автономного округа относится к двум докембрийским осадочным платформам различного возраста: Русской и Тимано-Печорской. Условная линия разграничения платформ соответствует району глубинных разломов западного Тимана. Строение: плит — двухэтажное: нижний этаж — интенсивно дислоцированный складчатый фундамент, верхний — полого залегающий, слабо дислоцированный осадочный чехол. Образование кристаллического фундамента Русской платформы закончилось в среднем протерозое, складчатого фундамента Тимано-Печорской платформы — во второй половине протерозоя. Фундаменты платформ после формирования испытали многократные изменения, разбивались разломами, часть из них приподнялись, остальные опустились. Результат этих изменений — очень неровная поверхность платформ.
Фундамент в пределах Тимано-Печорской платформы поднимается на поверхность в Тиманском кряже и Канином Камне. Поднятие Тиманского складчатого сооружения сопровождалось формированием на линии раздела с Русской платформой глубокого Предтиманского прогиба, а с поднятием уральских складок связано формирование Предуральского прогиба, где фундамент опущен до 8-10 км и более. Подземные выступы и впадины фундаментов обуславливают мощность осадочных чехлов. Осадочные чехлы тоже переживали тектонические деформацияи. В них выделяются глубокие авлакогены,  синеклизы а также антеклизы, мегавалы и валы.
Фундамент в пределах Русской платформы сформирован гранитами, гранито-гнейсами, магматитами, амфиболитами, кристаллическими сланцами, образование которых произошло раньше чем 1650-50 млн лет назад, фундамент в зоне Тимано-Печорской платформы сформирован менее метаморфизованными и дислоцированными гранитами, кварцитами, филлитами, а также иными горными породами образование которых произошло примерно 1650-50 — 650-20 млн лет назад. Чехлы плит образованы осадочными породами от позднепротерозойских до современных в зоне Русской платформы, и от палеозойских до современных в зоне Тимано-Печорской.
В период герцинской складчатости (280-225 млн лет назад) на востоке округа, в Уральской геосинклинали появились Уральские горы в Ненецком автономном округе сейчас располагается их часть — хребет Пай-Хой. В период альпийской складчатости (от 65 до 25 млн лет назад) тектонические сдвиги происходили на всей территории  современного Ненецкого округа. Амплитуда большинства сдвигов составляла около 200-250 м, отдельные сдвиги достигали 350 м. Более сильные сдвиги произошли на Пай-Хое (от 500 до 600 м), на Тимане и Канином Камне (от 350 до 450 м). Данные неотектонические сдвиги сформировали современный рельеф территории Ненецкого автономного округа.
По типу рельефа,  в округе насчитывается пять обособленных геоморфологических районов: Канинский кряж, Тиманский кряж, Канино-Тиманская тундра, Печорская низменность, хребет Пай-Хой.
Канинский кряж и Тиманский кряж — совокупность древних, сильно разрушенных складчато-сбросовых горных кряжей, протянувшихся с северо-запада на юго-восток, с высотными отметками до 242 м на Канине (гора Моховая) и до 303 м на Тимане (сопка Большая Коврига). Канинский кряж, находится в северной, широкой части полуострова Канин. Рельеф Канинского кряжа (Канина камня) — сглаженный, денудационно-тектонического типа, с карстовыми и суффозионньши формами, сформирован большей частью кристаллическими сланцами. Северная часть Тиманского кряжа, находящаяся в Ненецком автономном округе выделяется в рельефе четырьмя протянувшимися параллельно холмистыми грядами и возвышенностями. Самая восточная возвышенность — Каменноугольная гряда, или Пембой, вытянута на юго-восток от Индигской губы в междуречье рек Косма и Тобыш. Восточные склоны Пембоя полого снижаются к руслам рек Индиги и Сулы, западные склоны гряды круто обрываются к большой низине, отделяющей её от следующей гряды — Чайцынского Камня, самому возвышенному на территории округа участку Тиманского кряжа. Затем западнее располагается третья гряда, разделяемая рекой Сула на северную и южнуя части — Тиманский и Хайминский Камень. Самая западная гряда, едва поднимающаяся над равниной — Косминский Камень.
Тиманский кряж сформирован кварцитами, песчаниками, известняками, доломитами, мергелями и глинами. Складчатый фундамент на Канине и на Тимане либо выходит на поверхность, либо перекрыт осадочными образованиями палеозоя и мезозоя. Вместе с метаморфическими породами, на поверхность выходят комплексы магматических образований.
Канино-Тиманская тундра простирается к югу от Чёшской губы до южных границ округа. Равнина на востоке ограничена Тиманским кряжем, на западе — Конушинским берегом Мезенской губы. Значительная часть тундры представляет собой болотистую низменность, прибрежные участки —лайды — затапливаются приливами. На юге равнины располагается пояс холмов и гряд, с них берут начало многочисленные реки, протекающие к Чешской и Мезенской губам.
Печорская низменность, постепенно опускающаяся к морю, делится руслом реки Печоры на западную, Малоземельскую, и восточную, Большеземельскую, тундры. Печорская низменность — холмистая равнина с многочисленными озёрами, реками и речушками, с большим количеством гряд (мусюров), а также холмов ледникового и ледово-морского происхождения. На равнине в своём большинстве встречаются термокарстовые и солифлюкационные формы рельефа, котловины выдувания. На севере Печорской низменности находится большое количество болот. Высшая отметка Малоземельской тундры — сопка Теняседа (Лисья сопка, высота 182 м). С северо-северо-востока на юго-юго-запад между реками Печорой и Нерутой тянется цепочка моренных гряд и холмов — Ненецкая гряда.
Большеземельская тундра выше Малоземельской, высшая отметка находится на гряде Лыммусюр (высота 242 м), между реками Лая и Шапкина. Низменное, сильно заболоченное приморское побережье тундры к югу повышается террасами, сформированными морскими песками и глинами, а далее превращается в сильно всхолмленную местность с достаточно высокими грядами Вангурей, Еней, Лыммусюр и другими. От Хайпудырской губы на юго-запад к устью реки Цильма тянется Большеземельский хребет, служащий водоразделом рек, впадающих в Баренцево море и в реку Печора. Восточнее  Большеземельского хребта и параллельно ему расположена гряда Чернышева. Палеозойские и мезозойские отложения, мощность которых растёт в направлении к Пай-Хою, перекрыты повсеместно четвертичными образованиями: песками, суглинками и торфами. Исключение представляет собой район мыса Синькин Нос, где на поверхность выходят породы нижнего карбона.
Хребет Пай-Хой и Прикарская низменность относятся к Пай-Хойскому району. Пай-Хой — система невысоких, вытянутых и понижающихся с востока-юго-востока на запад-северо-запад каменистых гряд и холмов, далее выходящих на остров Вайгач. Высоты в некоторых местах достигают 400 и более м. На Пай-Хое располагается самая высокая точка поверхности округа — гора Мореиз (Вэсэй-Пэ) (высота 423 м). Хребет сформирован известняками, доломитами и кварцитовидными песчаниками. С хребта Пай-Хой начинается большое количество рек и речушек, текущих по глубоко врезанным в его склоны долинам. Приближаясь к Карскому морю, хребет понемногу понижается и превращается в заболоченную Прикарскую низменность.
К западу от реки Кара находится Карский метеоритный кратер диаметром 65 км.

## Полезные ископаемые
В недрах Ненецкого автономного округа сосредоточено 51,7% суммарных запасов углеводородов Тимано-Печорской нефтегазоносной провинции. На материковой части округа насчитывается  89 месторождений углеводородов. Общие запасы нефти составляют 1225 млн т, запасы газа — 470 млрд м3. Прогнозные ресурсы оцениваются в 2,4 млрд т нефти, 1,1 трлн м3 газа. 
Крупные месторождения нефти: Ардалинское, Вал Гамбурцева, Харьягинское, Мусюршорское, имени Романа Требса, имени Анатолия Титова,имени Юрия Россихина, Южно-Хыльчуюское, Торавейское, Тэдинское, Песчаноозёрское на острове Колгуев, Приразломное на шельфе Печорского моря и другие. 
Крупные месторождения газа: Лаявожское, Кумжинское, Ванейвисское, Василковское, Коровинское.
В округе есть большие потенциальные запасы других полезных ископаемых (марганца, бокситов, никеля, меди, молибдена, мусковита, золота, алмазов). На Тиманском и Канинском кряжах расположены месторождения агатов (мыс Чаячий, Левая Невка, Белореченское). На Пай-Хое располагается Амдерминское месторождение флюорита. На острове Вайгач имеются проявления свинцово-цинковых и медных руд. Многочисленные месторождения каменного угля располагаются на западных склонах Пай-Хоя (Янгарейское, Хей-Яхинское и др.). Повсеместно в округе встречается торф. Разведано около 80 месторождений строительных материалов: песка, гравия, глины (Ёкушанское, Приозерное), строительного камня (Сувойное, Железные Ворота, Невское, Хайпудырское), В районе города Нарьян-Мара обнаружены и подсчитаны запасы пресных и лечебных минеральных подземных вод. В урочище Пым-Ва-Шор, расположен комплекс из восьми минерально-термальных источников, Недостаточная геологическая изученность территории округа, слабая разведанность проявлений рудного и нерудного минерального сырья выделяют в качестве наиболее значимых полезных ископаемых: нефть, углеводородные газы, флюорит, некоторые виды строительных материалов, пресных и лечебно-столовых минеральных вод, агатов. Остальные виды полезных ископаемых требуют дополнительной разведки и изучения для оценки перспективности их добычи.
См. категорию Месторождения Ненецкого автономного округа.

## Гидрография
Территория округа омывается на западе Белым, на севере Баренцевым и Печорским, на северо-востоке Карским морями, образующими большое количество заливов — губ: Мезенскую, Чёшскую, Колоколковскую, Печорскую, Хайпудырскую и др.
В округе имеется густая сеть из небольших рек (в среднем 0,53 км на 1 км² площади), характерно обилие мелких озёр, нередко соединённых между собой короткими протоками. Реки относятся к бассейнам морей Северного Ледовитого океана, имеют в основном равнинный характер, а на кряжах — порожистый. Питание рек осуществляется в большинстве случаев талыми снеговыми водами (до 75% стока). Дождевые воды имеют подчинённое значение (15-20% стока), доля подземных вод в питании рек составляет 5-10% либо практически отсутствует. Подземные воды, за исключением района города Нарьян-Мара, изучены недостаточно.Распределение стока носит резко выраженную сезонность с летней и зимней меженью, большим весенним и незначительным осенним паводками. Длительность ледостава 7-8 месяцев. Толщина льда к концу зимы достигает 0,7-1,2 м, а небольшие тундровые реки промерзают до дна.

### Реки
Особое место занимает река Печора, в границах округа находится её низовье (220 км) и обширная дельта. Глубина реки позволяят морским судам подниматься до порта Нарьян-Мар. По водности Печора в европейской части России является второй после Волги.
Крупные реки: Вижас, Ома, Снопа, Пёша, Волонга, Индига, Чёрная, Море-Ю, Коротаиха, Кара, а также притоки Печоры — Сула, Шапкина, Лая, Колва, Адзьва.

### Озёра
Среди озёр выделяются Голодная Губа (186 км²), Городецкое, Варш, Несь, системы озёр: Вашуткины, Урдюжские, Индигские и другие. Большинство озёр мелкие с площадью водного зеркала до 3 км² и средними глубинами 0,5-3 м, реже 4-5 м. Котловины озёр в основном остаточно-ледникового и термокарстового происхождения, в долинах рек находятся реликтовые озера-старицы. Несколько мелких озёр находится в пойме дельты Печоры (Сухое Котемское Болото и другие).

### Болота
Болота занимают 5-6%, на побережье до 10-20% территории. Глубина болот от 0,5 до 2 м. Основные типы: бугристые (плоско- и крупнобугристые) и верховые сфагновые грядово-мочажинные атмосферного питания, пойменные низинные грунтового питания и переходные сфагновые. Мощность торфяных залежей бугристых болот достигает 3-5 м.